# Wilkinson Sword
Wilkinson Sword är ett brittiskt varumärke för rakningsprodukter och trädgårdsredskap.
Företaget grundades 1772 och har tidigare bland annat producerat svärd, eldvapen och motorcyklar.
Det svenska sortimentet består av rakhyvlar med utbytbara blad, engångshyvlar samt rakskum och gel för såväl kvinnor som män. År 2003 köpte Schick Wilkinson Sword. I Europa marknadsförs och säljs produkterna under varumärket Wilkinson Sword.
Trädgårdsredskapen säljs numera under beteckningen "E.P. Barrus".